# Le Zénith Paris – La Villette
Pour les articles homonymes, voir Zénith.
 (novembre 2021).
Le Zénith Paris – La Villette est une salle de concerts parisienne, située dans le parc de la Villette, dans le 19e arrondissement, sur le bord du canal de l'Ourcq. Sa capacité maximum est de 6 804 places.

## Histoire

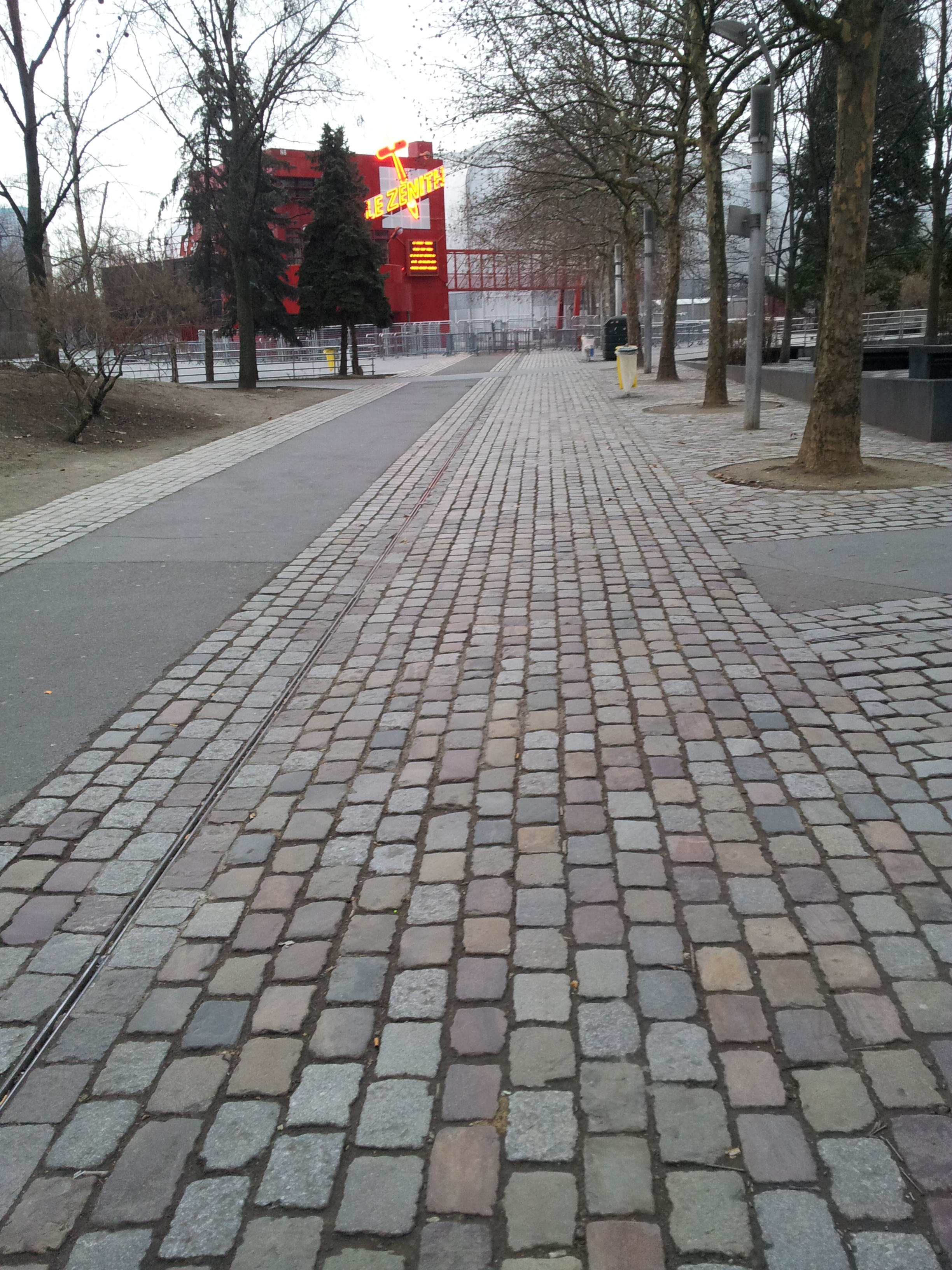
Chemin du parc de la Villette.

Le Zénith Paris – La Villette a été construit en 1983 pour remplacer le Pavillon de Paris, à l'emplacement de l'hippodrome de Pantin, par les architectes Philippe Chaix et Jean-Paul Morel à l'initiative du ministre de la Culture Jack Lang, et inauguré par Jacques Higelin, Zéro de Conduite, Renaud et Charles Trenet le 12 janvier 1984.
Cette salle avait été construite pour une durée déterminée de trois ans à l'issue de laquelle elle aurait dû être démontée et remplacée par une nouvelle salle dans la banlieue proche.
Au contraire, son succès a donné naissance à seize répliques dans toute la France à Strasbourg, Toulouse, Montpellier, Nantes, Clermont-Ferrand, Rouen, Dijon, Pau, Toulon, Saint-Étienne, Caen, Orléans, Nancy, Amiens, Lille et Limoges. Elles portent le même nom, Zénith, qui est une marque déposée contrôlée par la société COKER et le ministère de la Culture.

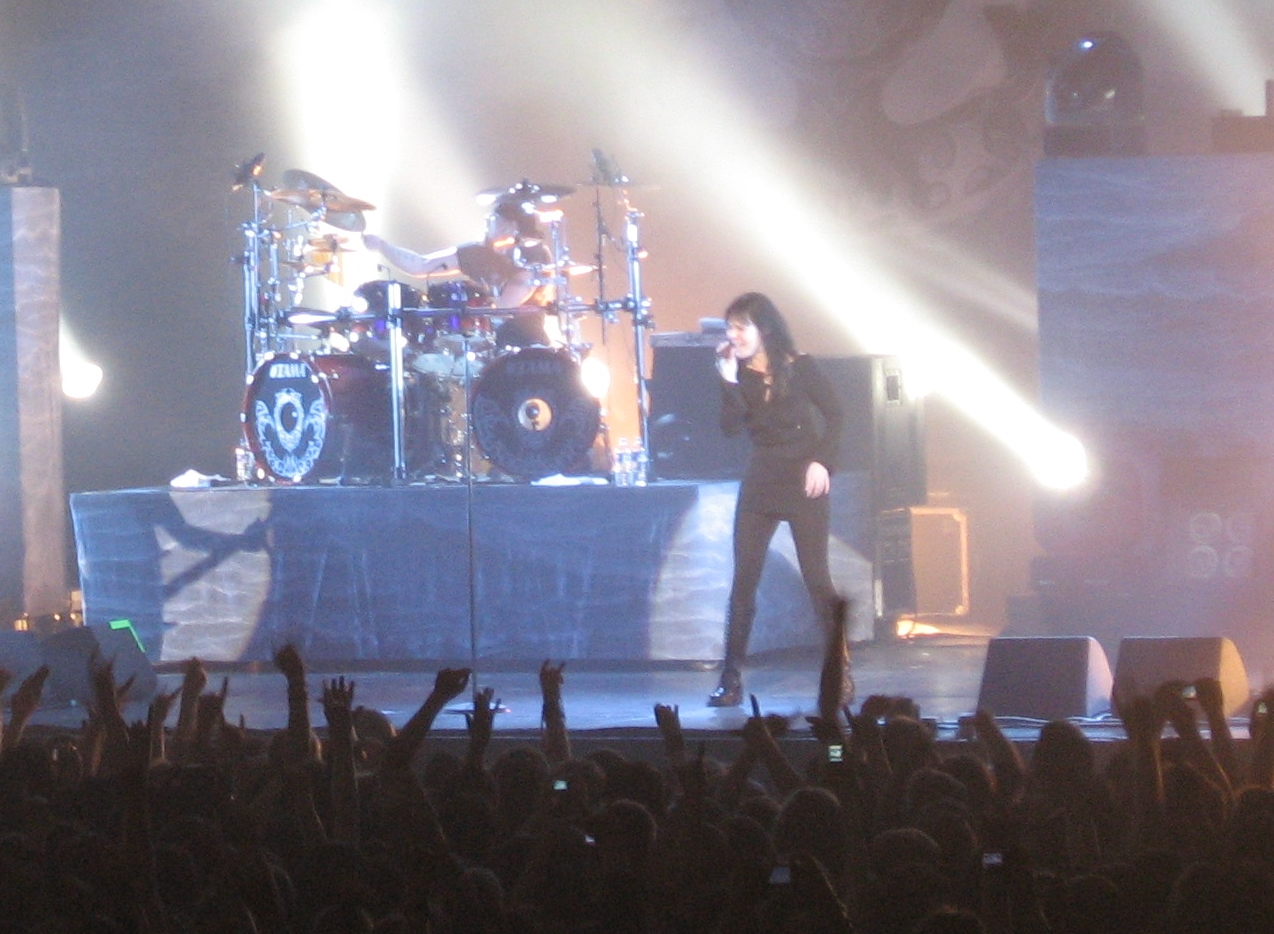
Nightwish, avril 2008.
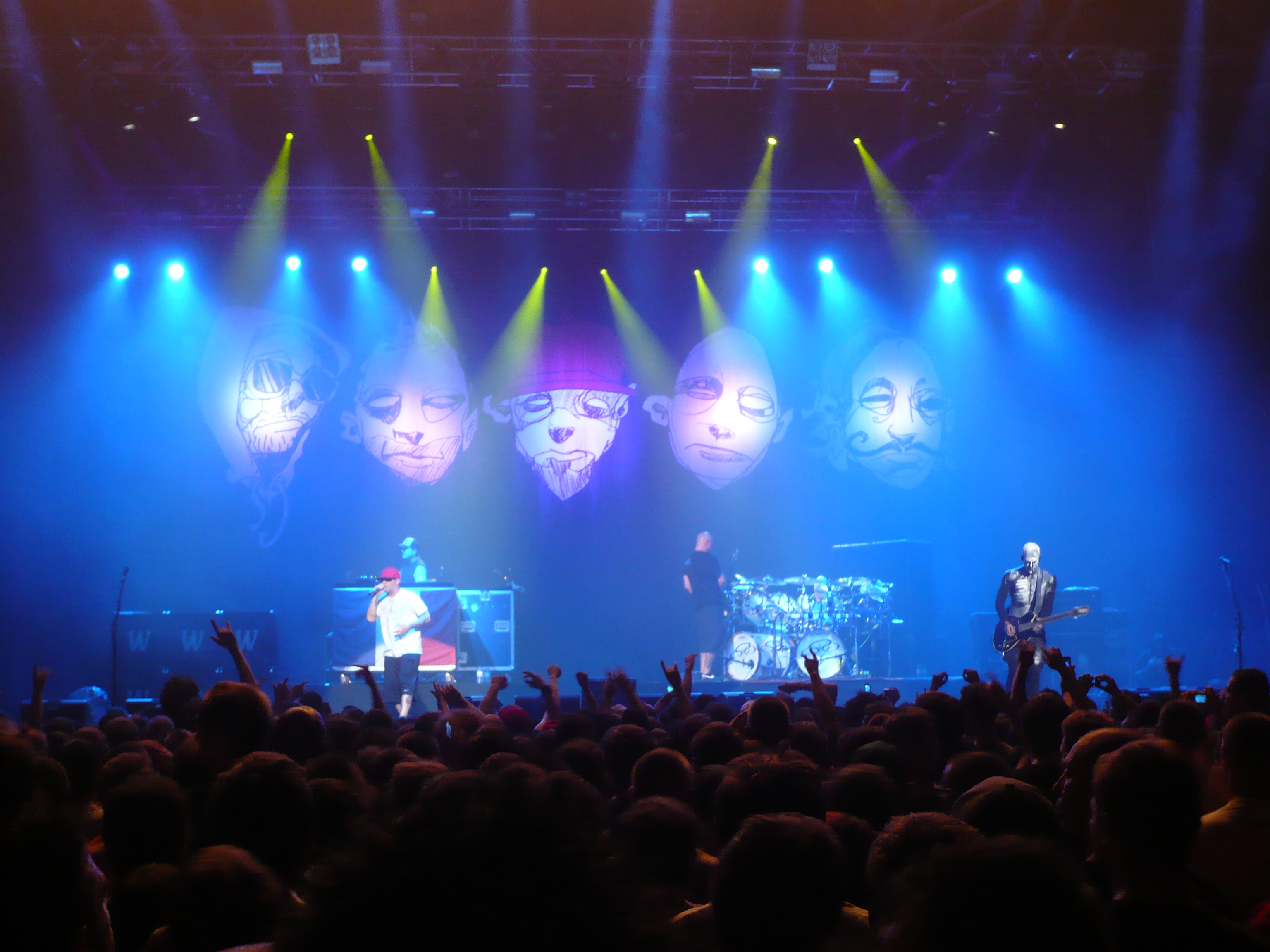
Limp Bizkit, juillet 2009.
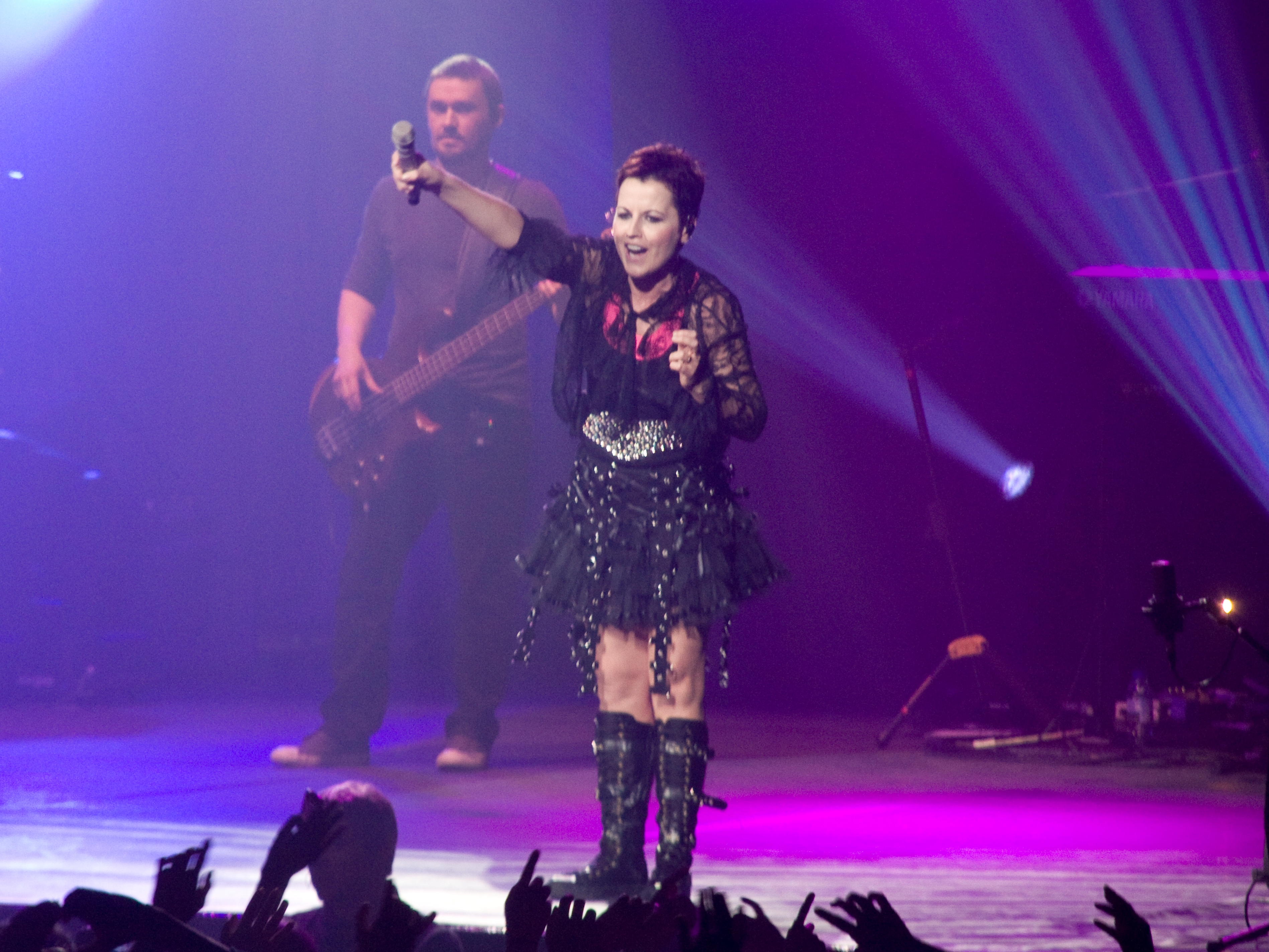
The Cranberries, mai 2010.
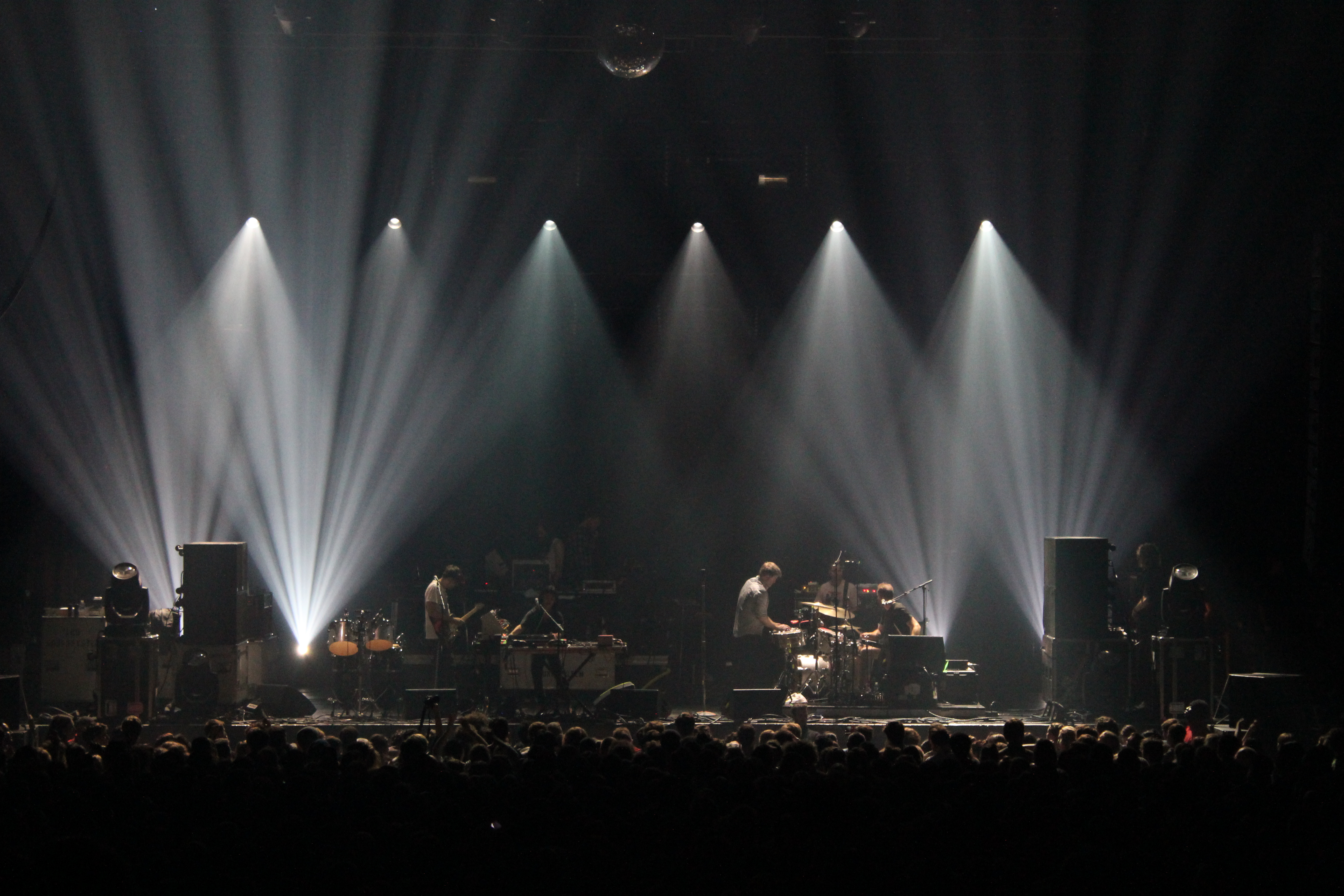
LCD Soundsystem, novembre 2010.
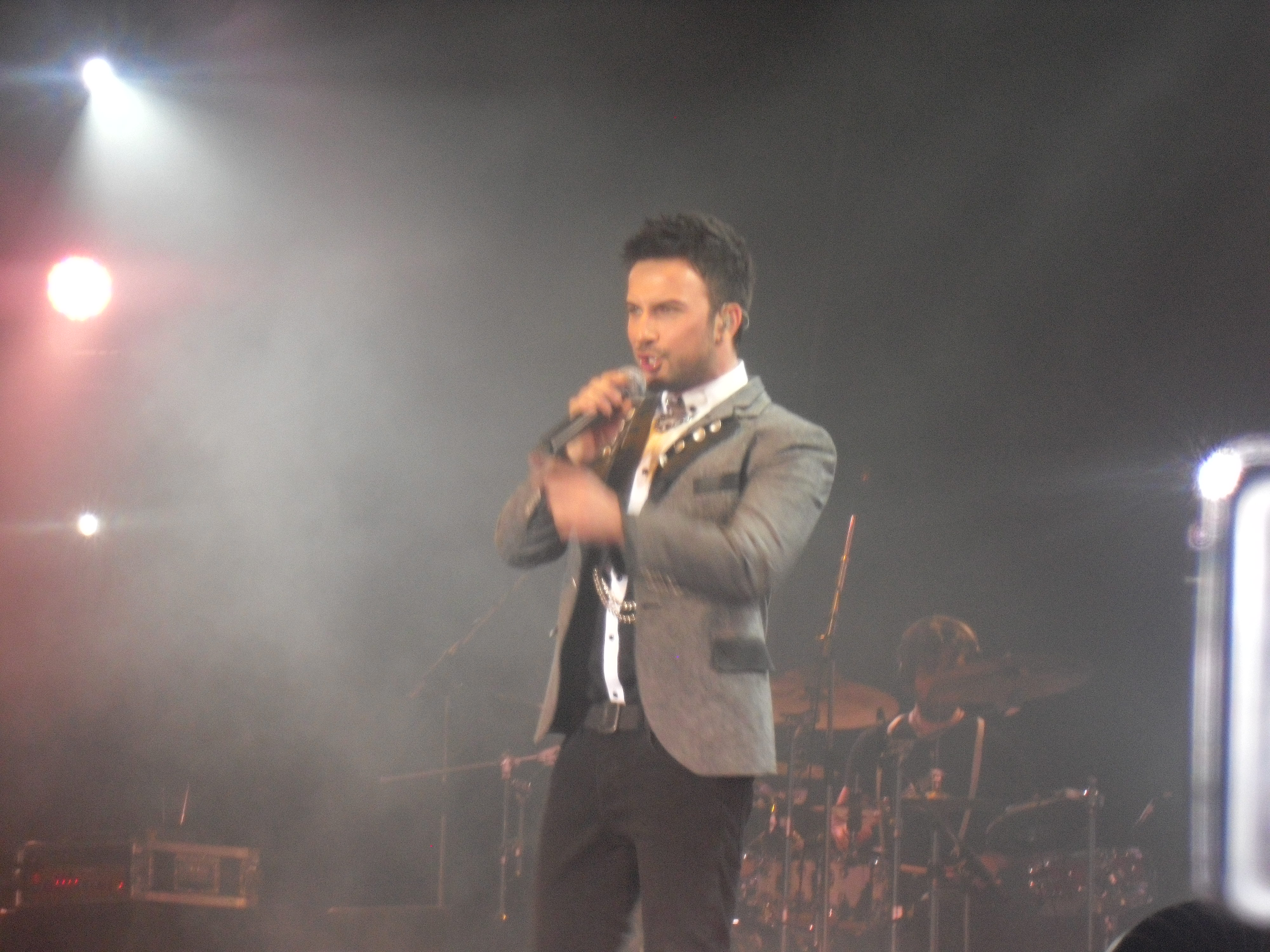
Tarkan, avril 2011.
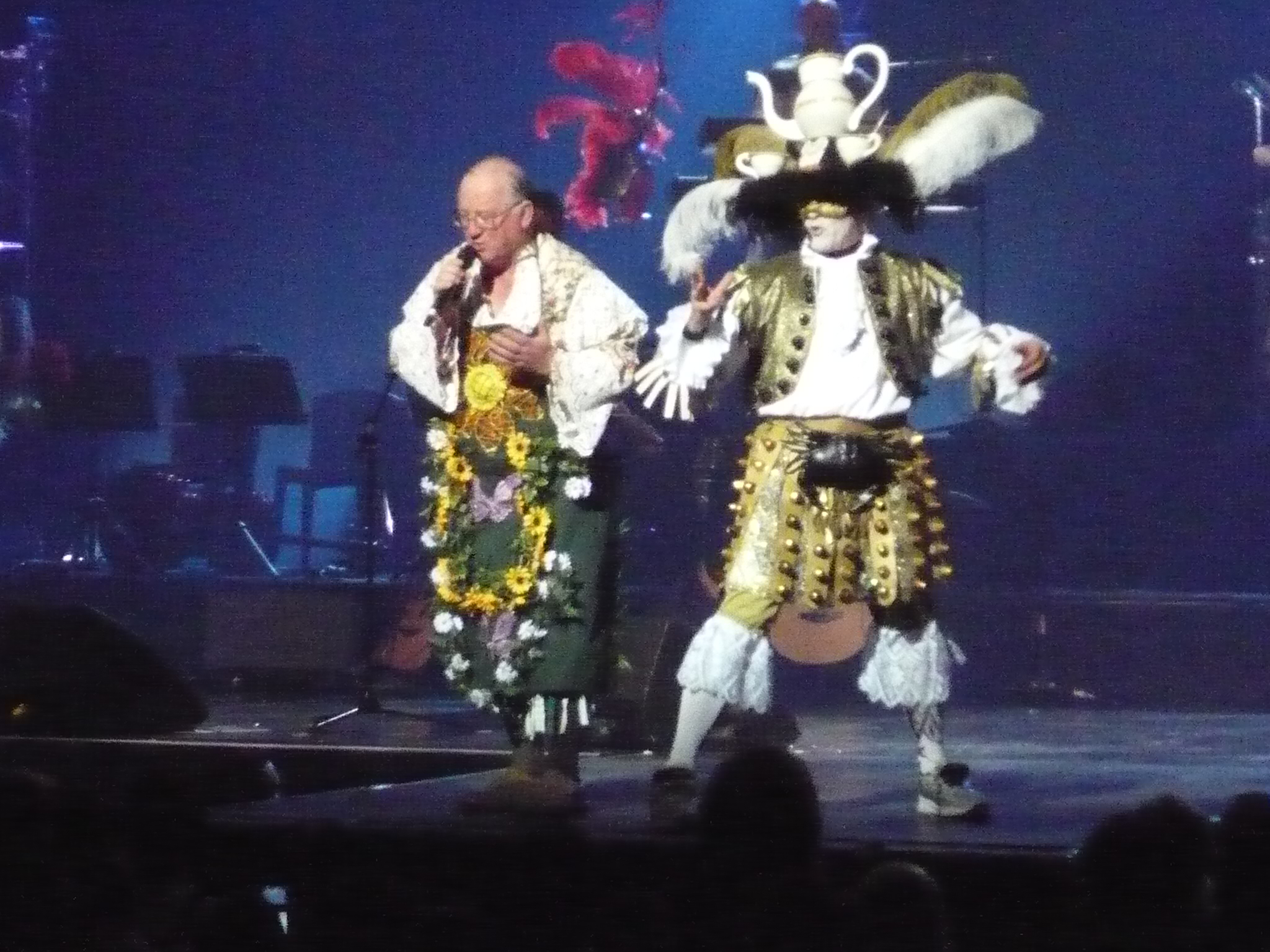
Tri Yann, mai 2011.
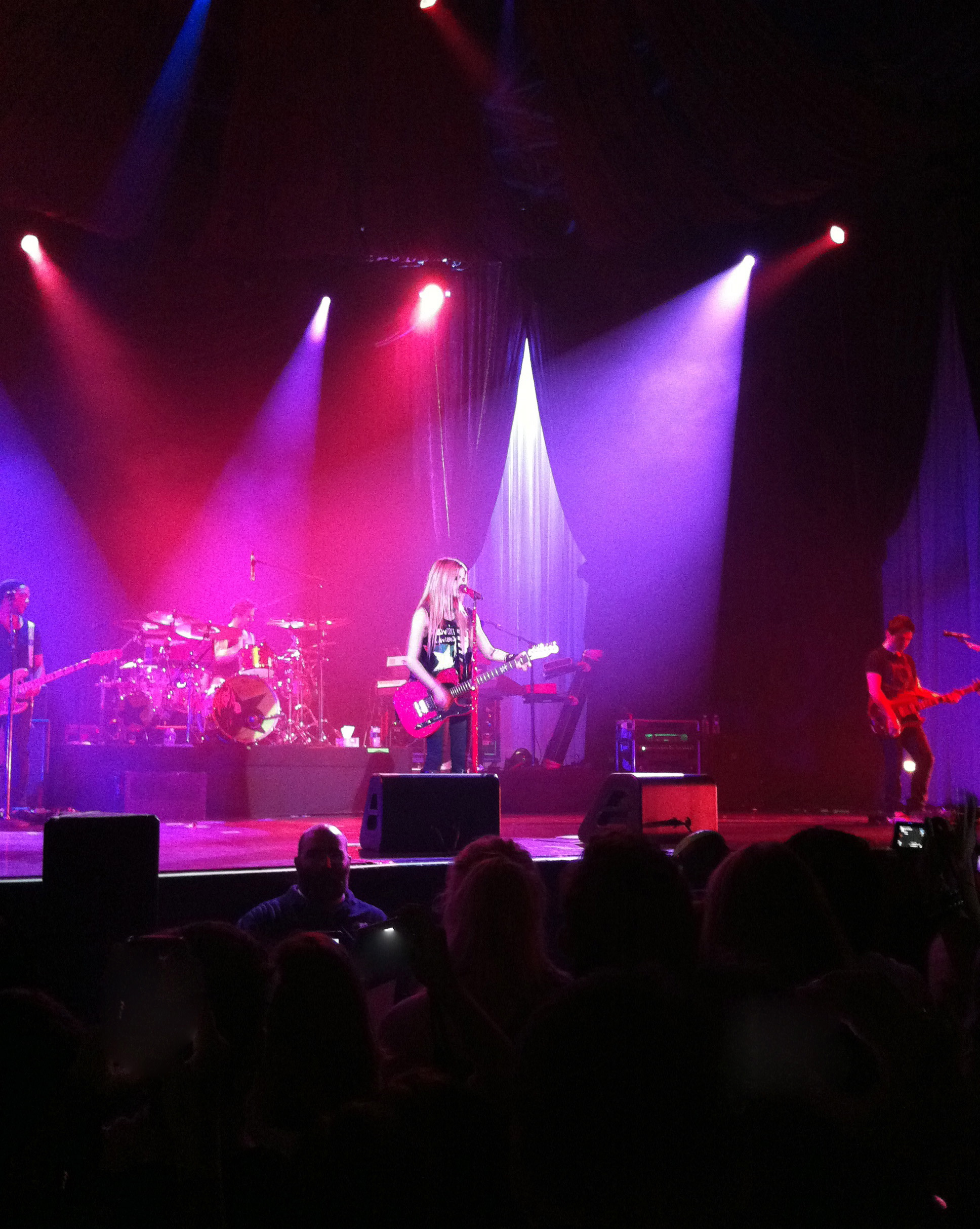
Avril Lavigne, septembre 2011.
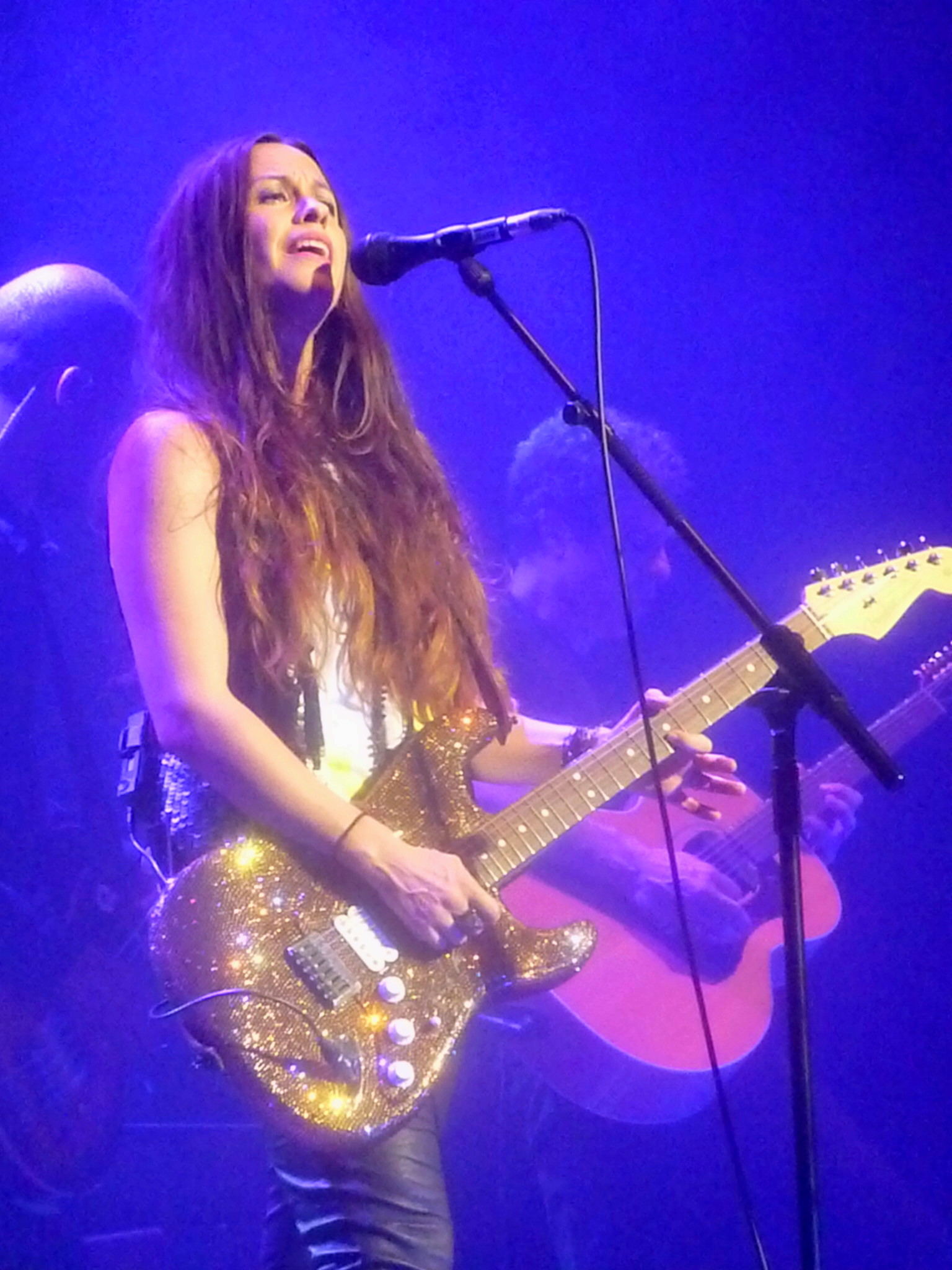
Alanis Morissette, juin 2012.
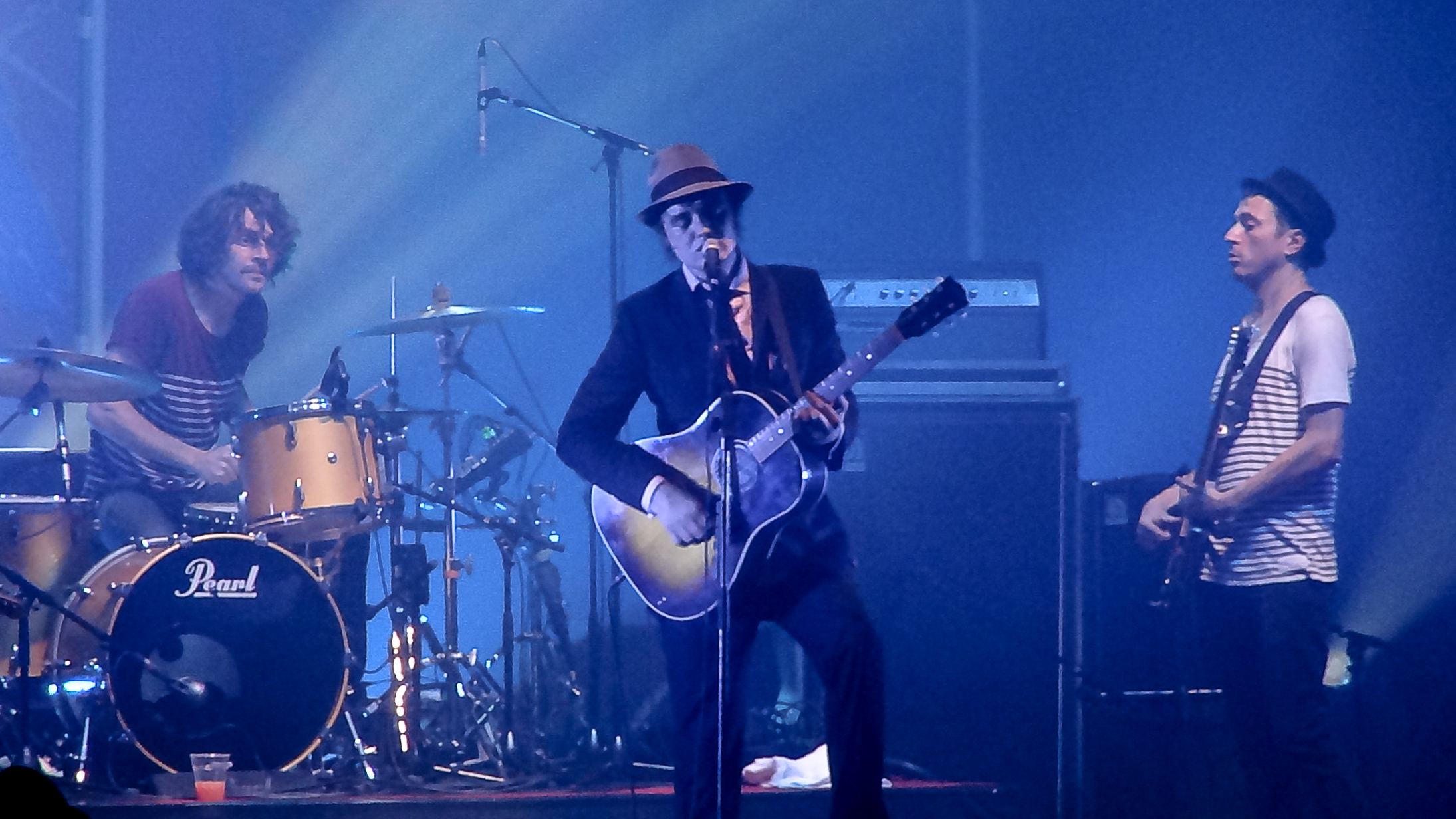
Babyshambles, octobre 2013.
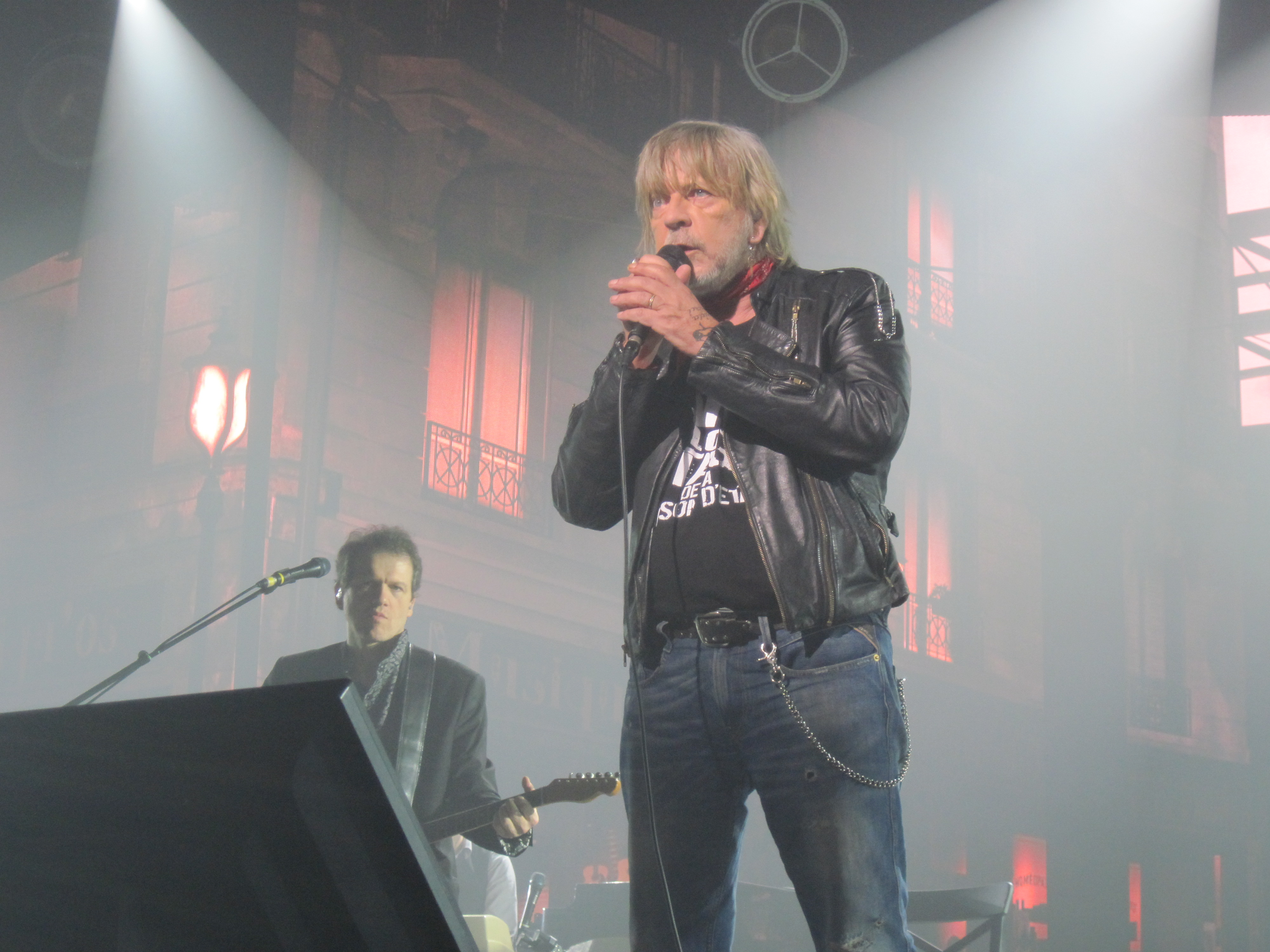
Renaud, octobre 2016.

## Cinéma
- Dans le film américain Ronin (1998), un gala de patinage artistique est organisé au Zénith Paris – La Villette. Robert De Niro et Jean Reno sont pris dans une fusillade dans les couloirs du Zénith[1].